# 楊清
楊清（越南语：／，8世纪—820年）是越南反抗唐朝的起義軍首領。
史书未记载生年。據吳士連的《大越史記全書》記載，楊清交州龍編人，其祖先「世為蠻酋」。唐朝元和年間，楊清被唐朝任命為驩州刺史。當時的安南都護李象古以「貪縱苛刻而失眾心」，見楊清據守驩州，心中忌之，於819年召楊清至安南都護府任自己的牙將，令其帶三千人兵前往鎮壓黃洞蠻。楊清見人心忿怒，暗與城中的杜士交、楊志烈勾結，率領所部乘夜襲破安南都護府，殺李象古和他的家屬。
據《舊唐書》記載，楊清起兵後，820年，唐朝任命唐州刺史桂仲武為新任安南都護，奉命討伐，並許諾赦免楊清，封之為瓊州刺史。楊清不從，據城反抗。桂仲武遣人招降楊清的屬下。因楊清殘暴不仁，部將紛紛獻城投降。楊清與其子楊志貞被捕處決。杜士交擁立其子楊志烈為主，退往長州的鑿溪（在今越南寧平省）繼續抗唐。但不久即因勢單力薄，率軍投降唐朝。
然而《大越史記全書》卻與《舊唐書》的記載截然不同。《大越史記全書》稱，楊清擊敗了唐朝桂仲武軍，隨後連結安南地區的各少數民族一起反唐，並連合南方的占城國攻擊唐朝。楊清又於828年、841年兩次敗唐軍的韓約、武渾部，此後《大越史記全書》便突然不見了關於楊清的記載。據《新唐書·穆宗本紀》：「（元和十五年三月）辛未，楊清伏誅。」以及《資治通鑑》：「（元和十五年三月）辛未，安南將士開城納桂仲武，執楊清，斬之。」